# Richard Panebianco
Richard Panebianco (* 1971 in New York City, New York) ist ein US-amerikanischer Schauspieler.

## Leben
Panebianco schloss im Jahr 1988 die Xaverian High School in Brooklyn ab. Er debütierte im Filmdrama Krieg in Chinatown (1987) von Abel Ferrara, in dem er einen italienischen Jungen spielte, der sich in ein chinesisches Mädchen verliebt. Im Filmdrama Geboren am 4. Juli (1989) von Oliver Stone spielte er an der Seite von Tom Cruise. In der Komödie Dogfight (1991) spielte er neben River Phoenix eine der größeren Rollen. Im Thriller Land of Milk and Honey (1996) übernahm er die Hauptrolle des New Yorkers Sam, der in einem kalifornischen Provinzort die Latina Rosie kennenlernt, sich in sie verliebt und ihr bei der Enthüllung eines Geheimnisses hilft. Darüber hinaus spielte er in einigen Folgen der Fernsehserien wie – in den Jahren 1995 und 1997 – New York Cops – NYPD Blue.

## Filmografie (Auswahl)
- 1987: Krieg in Chinatown (China Girl)
- 1989: Geboren am 4. Juli (Born on the Fourth of July)
- 1990: Logan Blade – Ein Kopfgeldjäger sieht rot (Street Hunter)
- 1990: Cadillac Man
- 1990: Flying Blind
- 1991: Dogfight
- 1996: Land of Milk and Honey